# Zračna luka Luxembourg-Findel
Zračna luka Findel (IATA: LUX, ICAO: ELLX) glavna je zračna luka u Velikom Vojvodstvu Luksemburga, smještena 6 km od središta glavnog grada Luxembourga. To je jedina luksemburška međunarodna zračna luka i jedina u državi s asfaltiranom pistom. Zračna luka ima dva terminala.
Luxair, luksemburški nacionalni zračni prijevoznik te Cargolux, cargo zračni prijevoznik, bazirani su na zračnoj luci.

## Vanjske poveznice
- www.lux-airport.lu